# Lonchura spectabilis
El capuchino vistoso (Lonchura spectabilis) es una especie de ave paseriforme de la familia Estrildidae propia de Nueva Guinea y el archipiélago Bismarck.

## Descripción
El capuchino vistoso es un estríldido pequeño. El capuchino vistoso tiene la cabeza negra, la espalda y alas de color castaño y las partes inferiores de color blanquecino. Su obispillo y cola son de color ocre. Los juveniles son de aspecto similar a los del capuchino grande, pero de menor tamaño.

## Taxonomía
Fue descrito científicamente en 1879 por el zoólogo inglés Philip Sclater.
En la actualidad se reconocen tres subespecies:
- L. s. wahgiensis - se encuentra en el norte de Nueva Guinea;
- L. s. mayri - ocupa el este de Nueva Guinea;
- L. s. spectabilis - presente en el archipiélago Bismarck.

## Distribución y hábitat
Se encuentra únicamente en el norte y este de Nueva Guinea y las islas cercanas del archipiélago Bismarck, Nueva Bretaña, Umboi, Long y Tolokiwa. Habita en los herbazales de los montes y las regiones aledañas. También se encuentra en las zonas despejadas por los hombres.

## Comportamiento
El capuchino vistoso suele encontrarse en bandadas de entre 30 y 40 individuos. Las parejas siempre se encuentran juntas, y uno de ellos vigila mientras el otro se alimenta.
Se alimentan de semillas de hierbas, tanto de plantas nativas como de las introducidas como Rottboellia exaltata o el arroz. Normalmente se alimentan trepando por el tallo de la hierba y va arrancando las semillas de la espiga.

## Reproducción
Su época de cría es en octubre. La hembra pone de cinco a seis huevos. El nido consiste en una plataforma aplanadas de hierbas, ramitas y fibras, generalmente situado en los arbustos o entre la hierba. 